# Cal Joan del Batlle
Cal Joan del Batlle és una masia del poble de la Coma, al municipi de la Coma i la Pedra, a la Vall de Lord (Solsonès), inclosa a l'Inventari del Patrimoni Arquitectònic de Catalunya. Apareix documentada des del Segle XVIII.

## Situació
És una de les nomboses masies esparses pel veïnat de la Muntanya de la Coma, al nord del terme municipal, a banda i banda de la rasa de Coll de Port, capçalera del Cardener. A la carretera de Coll de Port, a 5 km de la Coma, es troba el trencall, senyalitzat, que hi mena.

## Descripció

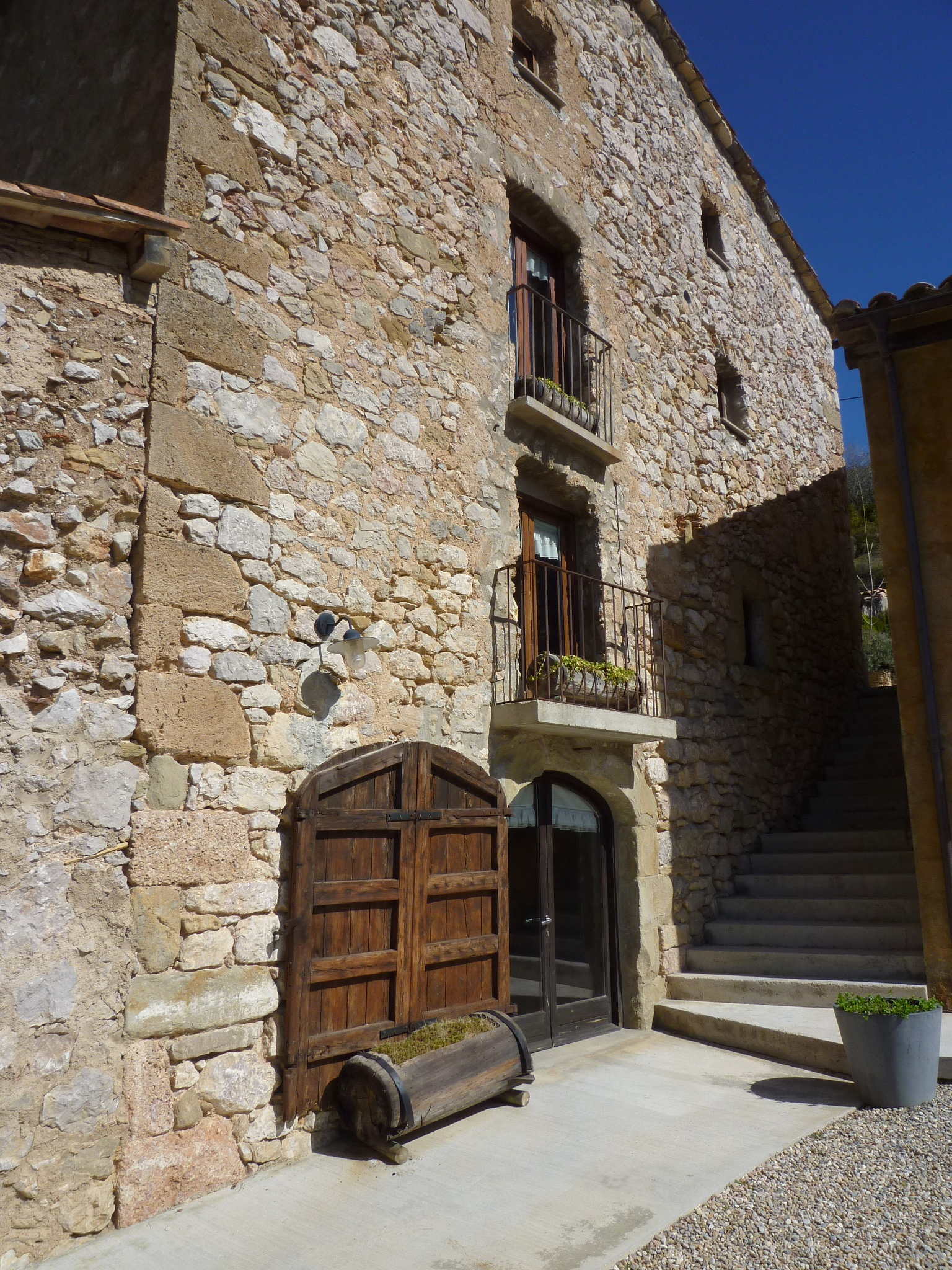
Façana

Construcció civil. Masia coberta a doble vessant i amb el carener perpendicular a la façana principal, orientada a migdia. Al costat del cos principal de l'habitatge hi ha tots els corrals, pallisses i dependències per bestiar i gra col·locades harmoniosament i tancades per un mur de pedra, de diferent alçada segons els desnivells del terreny. La pedra està treballada molt simplement, llevat dels carreus regulars de les parts indispensables: pilars, cantonades, etc.. Les estructures secundàries de la masia són totes de fusta, així com les llindes de finestrals i portes.
La masia de Cal Joan és un típic exemple de la despoblació general del municipi, pobre en terres de conreu. La masia és del segle xviii i segueix els models usuals en aquestes zones de muntanya: petites dimensions, pedra de poca qualitat i bàsicament d'economia ramadera.
Rehabilitada l'any 2007, actualment és un hotel rural.